# Chevaux de la Terre du Milieu
Les chevaux ont une grande importance dans l'œuvre de l'écrivain britannique J. R. R. Tolkien.

## Principaux représentants
- Felaróf
- Gripoil.
- Nahar
- Nivacrin

## Mearas
Les Mearas sont une race de chevaux notables pour leur vitesse, leur intelligence, leur capacité à comprendre les humains et leur longévité exceptionnelles. Prétendument issus de Nahar, la monture du Vala Oromë, leur plus vieil ancêtre connu est Felaróf, le cheval d'Eorl le Jeune. Leur robe est blanche ou grise. Ses descendants ne se laissent monter que par les successeurs d'Eorl sur le trône du Rohan, et leurs héritiers, à l'exception de Gripoil, qui laissa le mage Gandalf le monter.

## Critique et analyse
D'une manière générale, la cavalerie fictive de ces romans semble inspirée du cheval dans la mythologie nordique, tant étymologiquement que symboliquement.